# Ковальов Юрій Федорович
Юрій Федорович Ковальов (рос. Юрий Фёдорович Ковалёв, нар. 6 лютого 1934, Орєхово-Зуєво — пом. 25 вересня 1979, Москва) — радянський футболіст, нападник.
Насамперед відомий виступами за «Локомотив» (Москва), а також національну збірну СРСР, у складі якої став чемпіоном Європи. 

## Клубна кар'єра
Народився 6 лютого 1934 року в місті Орєхово-Зуєво. Вихованець футбольної школи клубу «Червоне знамя» з міста Гусь-Хрустальний.
У дорослому футболі дебютував 1954 року виступами за «Локомотив» (Москва), в якому провів шість сезонів, взявши участь у 122 матчах чемпіонату.  Більшість часу, проведеного у складі московського «Локомотива», був основним гравцем атакувальної ланки команди. За цей час виборов титул чемпіона СРСР.
Після цього провів по сезону у складі «Динамо» (Київ) та ЦСКА (Москва) і повернувся назад в «Локомотив» (Москва). Цього разу відіграв за московських залізничників наступні чотири сезони своєї ігрової кар'єри. Граючи у складі московського «Локомотива» знову здебільшого виходив на поле в основному складі команди.
Протягом сезону 1966 року захищав кольори нижчолігового клубу «Металург» (Липецьк).
Завершив професійну ігрову кар'єру у нижчоліговому клубі «Москвич», за який виступав протягом 1967—1971 років.
Загинув 25 вересня 1979 року на 46-му році життя у місті Москва.

## Виступи за збірну
24 листопада 1957 року дебютував в офіційних матчах у складі національної збірної СРСР в матчі проти збірної Польщі, що завершився перемогою радянської команди з рахунком 2-0. Ця гра залишилася єдиною для гравця в складі збірної. 
В 1959 році зіграв три матчі за олімпійську збірну СРСР.
У складі збірної був учасником чемпіонату Європи 1960 року у Франції, здобувши того року титул континентального чемпіона, проте на поле так жодного разу  не вийшов.

## Титули і досягнення
- Чемпіон СРСР (2):

«Локомотив» (Москва):  1959
«Динамо» (Київ):  1960
- Чемпіон Європи (1):

СРСР: 1960